# 国友

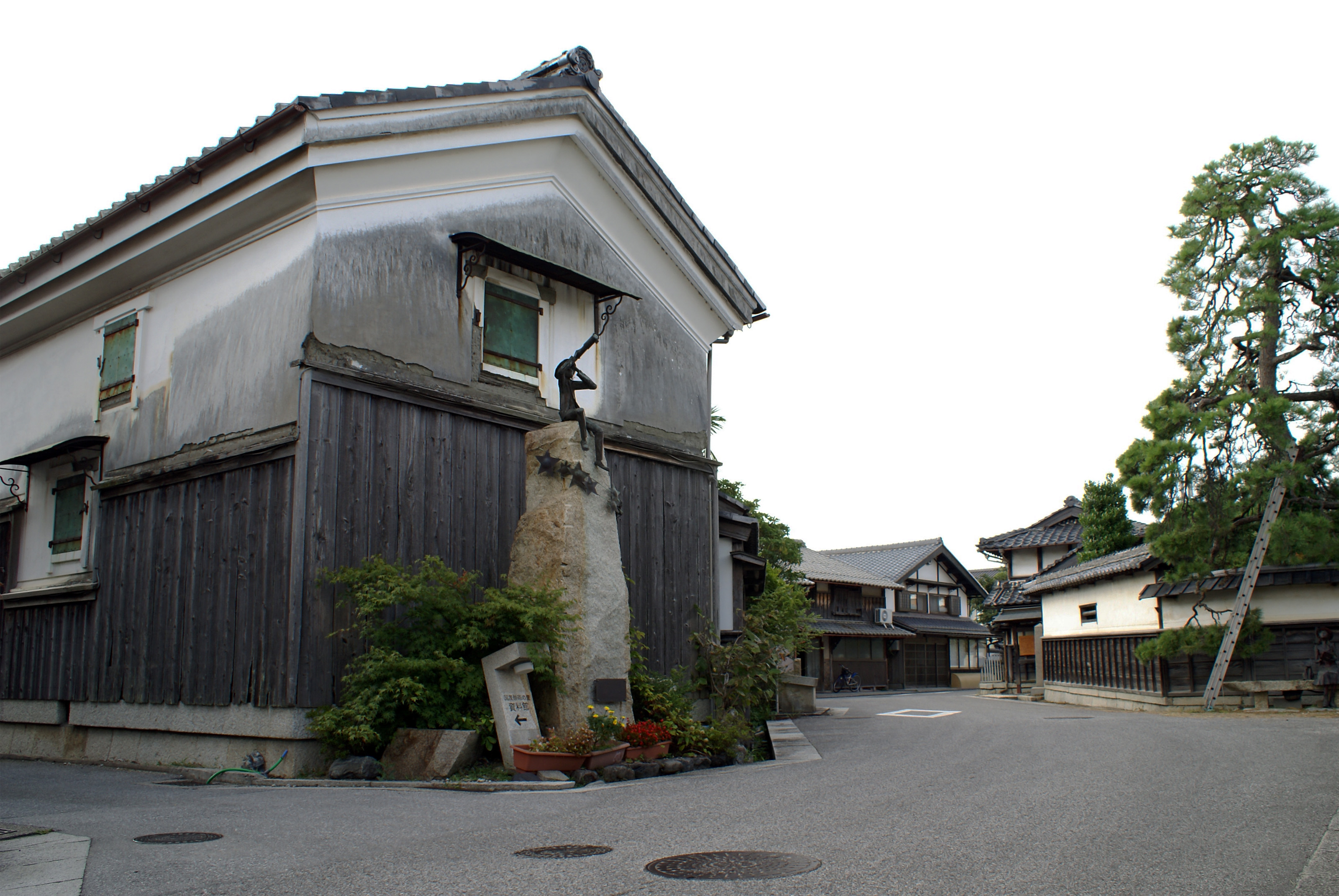
現在（2006年9月）の国友

国友（くにとも）は、近江国坂田郡の地名で、現在の滋賀県長浜市国友町。戦国時代から江戸時代末期まで、堺、根来と並び称される鉄砲の生産地として栄えた。國友とも書く。
座標: 北緯35度24分33秒 東経136度16分49秒 / 北緯35.40909640381281度 東経136.28037310741217度

## 国友鉄砲

### 歴史
「国友」の名は単なる地名に留まらず、国友の工人「国友鍛冶」や、国友で生産される銃「国友筒」をも指した。鍛冶銘は「國友」姓で統一されて「江州 國友藤兵衛重恭」などと切る。村がひとつの工業団地的性格をもち、銃身など主要部分を作る鍛冶のほかに、銃床を作る「台師」、「からくり」と呼ばれる機関部や各種の金属部品、銃身や地板（機関部基板）に施す装飾の象嵌などにそれぞれの専門職人がおり、分業体制がとられていた。
国友における鉄砲製造の起源は、天文13年（1544年）、将軍・足利義晴から見本の銃を示されて作ったのが始まりと『國友鉄砲記』に伝わる。これが正確な年かどうかは信頼性が問われるが、ともあれ将軍の命を受けて管領の細川晴元が村を訪ね、國友善兵衛、藤九左衛門、兵衛四郎、助太夫ら名声ある4名ほかの鉄鍛冶と接触し、苦労して鍛え上げた六匁玉の鉄砲2挺を同年8月12日将軍に献上した。
1549年には織田信長が、500挺もの国友村鉄砲を発注したという記録がある。姉川の戦い（1570年）を機に村を所領とした信長は、羽柴秀吉に命じ、この地の鉄砲業の発展をなし遂げさせた。江戸幕府の下では、村は徳川家康の掌中に入り、慶長12年（1607年）に前述の4名は鉄砲代官に任命されることとなる。このあたりから産業は隆盛を極め、大坂夏の陣の時点では国友村は鉄砲鍛冶が73軒、鉄匠が500人だったと記録されるが、太平の世の中になると需要は激減した。
江戸時代には幕府と密接に連携して一定量を受注していたが、それだけで生計が成り立つ数量には満たなかったようである。工人らは交代で江戸に詰め、江戸城での銃器メンテナンスも行った。各地の領主の招聘に応じてその地に逗留・移住する銃工も多く、それら銃工の作品には「國友」銘のほか本名で鐫（き）られたものも多い。国友出身でない銃工が国友で修行して「國友」を名乗る例や、商品価値を高めるための「國友」銘もあるといわれる。
現在、鉄砲の技術は長浜八幡宮の祭りに繰り出される曳山（山車）や長浜仏壇の金具に生かされている。

### 特徴
並び称せられた堺の銃が豪華な装飾金具や象嵌を施した「見た目の付加価値」であるのに対し、国友の製品は「機能美的」に洗練された秀作が多い。日本の古式銃の約4分の1は国友銘と云われ、堺と人気を二分していた。

### 工人
台師の「大嶋吉兵衛」、象嵌師の「臨湖堂充胤」などは名工として知られる。また、国友一貫斎（藤兵衛重恭）は「気砲」と呼ばれる蓄気ボンベ式の空気銃や高性能望遠鏡の開発で知られる。日本におけるネジ発祥の地でもある。

## 備考
- 最後の将軍・徳川慶喜は、隠居後、鉄砲鍛冶 国友に「釘形の剣（棒状手裏剣）」を鍛えさせ、手裏剣の稽古を続けたとされ[5]、明治期の間、手裏剣の加工もしていたことがわかる。
- 国友村の鉄砲鍛冶は、その技能の高さから別の職人集団へと独立した一派も存在し、例として、伊勢国亀山に移った者達は、鍔職人「亀山鍔」として名をはせた。